# Чигоч
Чигоч је насељено место у саставу Града Сиска, Хрватска.

## Становништво
| Националност       | 1991.        |
| Хрвати             | 126 (99,21%) |
| Срби               | 0            |
| Југословени        | 1 (0,78%)    |
| остали и непознато | 0            |
| Укупно             | 127          |